# سیارک ۴۷۳۲
سیارک ۴۷۳۲ (به انگلیسی: 4732 Froeschle، نامگذاری:1981JG) چهار هزار و هفتصد و سی و دومین سیارک کشف شده‌است که در ۳ مه ۱۹۸۱ کشف شد.
قدر مطلق سیارک برابر ۱۱٫۳۰ است.